# اس‌ام‌اس آرپاد
اس‌ام‌اس آرپاد (به انگلیسی: SMS Árpád) یک کشتی بود که طول آن ۳۷۵ فوت ۱۰ اینچ (۱۱۴٫۶ متر) بود. این کشتی در سال ۱۹۰۱ ساخته شد.